# Øssur Mohr
Øssur Mohr (* 1961 in Fuglafjørður) ist ein zeitgenössischer färöischer Maler.
Øssur Mohr stellt seit 1991 seine Werke aus und ist bekannt für seine abstrakten färöischen Landschaftsbilder in kräftigen Farben und breiten Pinselstrichen. Oft interpretiert er ein und dasselbe Motiv in immer neuen Variationen (siehe zum Beispiel den Ausstellungskatalog unten). Der Autodidakt malt mit Öl auf Leinwand, zu der ihm eine besondere Verbindung nachgesagt wird.
Seine Ausstellungen sind in erster Linie in Dänemark und auf den Färöer-Insel zu sehen, 2004 stellte er aber auch in Schleswig aus.
Nebenbei ist Øssur Mohr Vorsitzender des Schwimmvereins von Fuglafjørður, Fuglafjarðar Svimjifelag. Sein Sohn Jákup wurde zum färöischen Schwimmer des Jahres 2004 gewählt.